# Clipping.
clipping. là một nhóm nhạc experimental hip hop thành lập tại Los Angeles, California. Nhóm gồm MC Daveed Diggs, và hai nhà sản xuất William Hutson (còn được biết tới dưới nghệ danh Rale), và Jonathan Snipes (thành viên Captain Ahab).

## Tiểu sử
Diggs và Hutson gặp nhau trong trường, còn Hutson và Snipes từng là bạn chung phòng đại học. Nhóm nhạc bắt đầu năm 2009 như một dự án remix, Hutson và Snipes lấy bản a cappella của những nghệ sĩ hip hop đại chúng và remix theo phong cách power electronic và noise. Diggs gia nhập năm 2010, và bắt đầu viết lời cho clipping. Mixtape đầu tay, Midcity, được tự phát hành ngày 5 tháng 2 năm 2013 trên website của nhóm. Dù chỉ có kỳ vọng thấp với sự quảng bá tối thiểu, album được đánh giá tích cực, và chỉ năm tháng sau, họ ký hợp đồng với Sub Pop. Album chính thức đầu tay, CLPPNG, được phát hành ngày 10 tháng 6 năm 2014.
clipping. đã được so sánh với Dälek, Death Grips, My Bloody Valentine, Tim Hecker và Shabazz Palaces.

## Đĩa nhạc

### Mixtapes
- Midcity (2013)

### Album
- CLPPNG (Sub Pop, 2014)

### EP
- Dba118 (2012)
- Chain/Jump (2013)
- REMXNG (2014)
- Something They Don't Know b/w Mouth (2014)

### Đĩa đơn
- "Ends" (Included with CLPPNG [Loser Edition], 2014)
- "Knees On The Ground" (2014)